# HR 5864
HR 5864 is een tweevoudige ster met een spectraalklasse van G7IV en G. De ster bevindt zich 49,73 lichtjaar van de zon.